# Olešná, Beroun
Olešná là một làng thuộc huyện Beroun, vùng Středočeský, Cộng hòa Séc.